# Мактуб (роман)
Мактуб је роман бразилског писца Паула Коеља, написан 1994. године. Састоји се из неколико краћих прича, које је Коељо писао током годину дана сарадње са бразилским листом Новине Сао Паола. Ове приче и параболе су надахнуте различитим изворима и фолклорним наслеђем, који обједињују мудрост различитих култура. 
Према речима Паула Коеља, књига Мактуб није књига савета, него размена искустава, а у истом време и прилике да сваки човек размисли и суочи се са самим собом.
Сам назив романа је арапска реч, чије је значење „записано је”. Дакле, у питању је реч која означава судбину.
„Сви путеви воде на исто место. Али ти изабери свој и иди до краја - не покушавај да следиш све путеве.”

## Радња
Овај роман нема једну конкретну радњу, са обзиром на то да се састоји из кратих прича, али све приче јасно дотичу неколико истих тема - потрага за смислом живота, животне лекције и шира слика људског постојања (али и постојања свега осталог око нас). Ове приче је Коељо написао на основу личних искустава, али и на основу искустава и заклучака које је донео из спољашњих извора, које је скупљао и запсисиовао током годину дана.